# 滋賀県立聾話学校
滋賀県立聾話学校（しがけんりつ ろうわがっこう）は、滋賀県栗東市川辺（かわづら）にある県立聾学校。当校では聴覚障害のある幼児・児童・生徒が学ぶが、聴覚障害の生徒が通う学校は滋賀県内では当校が唯一である。

## 歴史
- 1925年（大正14年）4月 - 西川吉之助、滋賀県立聾話学校の元となる西川聾口話教育研究所を開く（所在地は近江八幡市仲屋町〈すわいちょう〉上[3]であった）。
- 1928年（昭和3年）4月1日 - 滋賀県立聾話学校、栗太郡草津町大路井（現・草津市大路2丁目）に開校。初代校長は西川吉之助であった。
- 1934年（昭和9年）4月1日 - 中等部を設置する。
- 1948年（昭和23年）4月1日 - 高等部を設置する。初等部を小学部に、中等部を中学部に改称する。
- 1950年（昭和25年）4月1日 - 幼稚部を設置する。
- 1969年（昭和44年）1月1日 - 草津市大路より現在地に新築・移転する。
- 1977年（昭和52年）4月1日 - 高等部に生活応用科を設置する。
- 1997年（平成9年）4月1日 - 高等部を、普通科（普通コース、ライフワークコース）、産業技術科、情報印刷科に学科を改編する。

## 教育目標・方針
学校教育目標は公式サイト内にある「学校長から」に記されるが、年度によってはキーワードを制定することがある。なお、教育方針は以下の3つを基本としている。

## 設置学部
- 幼稚部
- 小学部
- 中学部
- 高等部
  - 普通科（普通コース、ライフワークコース）
  - 産業技術科
  - 情報印刷科

- その他
  - 教育相談
  - 通級教室

## 交通アクセス
鉄道
- JR草津線手原駅下車、徒歩約14分[4]。

バス
- 帝産湖南交通「ろうわ学校」停留所下車、徒歩約1分。「栗東中学校前」停留所下車、徒歩約5分。
- くりちゃんバス「栗東中学校」停留所下車、徒歩約5分[4]。

## 「聾話学校」の校名について
日本には、滋賀県立聾話学校と（私立）日本聾話学校のみ、聾「話」学校という校名を使用している。滋賀県立聾話学校の創立者 西川吉之助は、自身の三女 濱子が聾があることを知り、京都市立盲唖院聾唖部の参観に行く。しかし、「聾唖部」という名前の通り、「手真似」による教育を行い、子どもたちは音声による会話をしていなかった。吉之助は「聾たるが故に言語聴習の機を失い為に唖者たるべく余儀なくされた」と考えた。アメリカへの留学経験もある吉之助は、当時のアメリカの聾学校で主流となっていた口話法を知り、私財を投じ、西川聾口話教育研究所を創設、濱子に話すための教育を始めた。
90デシベルほどの難聴であった濱子は口話法により音声を話すようになり、また、吉之助により言語指導の成果で日本語の読み・書き能力も高めることができた。吉之助はアメリカの文献にある「no dumb longer」を「もはや唖なし」と翻訳し、口話法教育の成果として濱子と共に全国行脚することで、口話法を全国に拡げた。吉之助の研究所はその後、滋賀県立聾話学校となるが、その際、聾唖ではなく、聾であっても話せる（音声によって言語を獲得できる）との思いを現すために、「聾話学校」という校名を自らが創立した学校に付けた。
「聾唖」の「唖」とは話せないという意味ではあるが、それは教育を行っていないがゆえにそのようになったわけで、教育を施せば発声器官には障害はないでの話せるようになるはずだと吉之助は考えた。この考えに基づき、あえて校名を「聾話学校」としｒている。その後、西川家の家業が傾き、また、口話法教育も思うように進まず、濱子や家族のことなど心労も重なり、吉之助は1940年（昭和15年）、66歳の時に、同校の校長室にて首吊り自殺をしてしまう。1947年（昭和22年）、学校教育法により、全国的に聾唖学校から聾学校に校名の変更が行われたが、この際も、創立者の思いが込められた校名を変更することはなかった。
2010年（平成22年）、聾話学校の校名を特別支援学校への校名変更が提案されたが、同校の卒業生たちが多く所属する滋賀県ろうあ協会が中心となり、「聾話学校を守り発展させる会」が48,000筆以上の署名を当時の滋賀県知事、嘉田由紀子らに届け、校名が存続されることになった。